# Egon Hugenschmidt

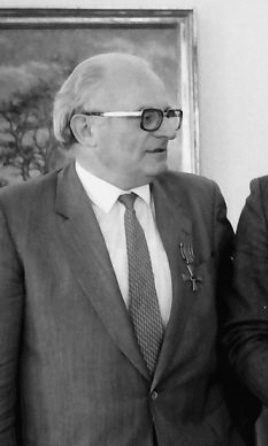
Egon Hugenschmidt (1980)

Egon Hugenschmidt (* 24. Juni 1925 in Lörrach-Stetten; † 11. April 2010 ebenda) war ein deutscher Jurist und parteiloser Politiker und von 1960 bis 1984 der Oberbürgermeister Lörrachs.

## Leben

### Frühe Jahre und Werdegang
Der in Stetten geborene und aufgewachsene Hugenschmidt machte 1943 ein Notabitur am Lörracher Hebel-Gymnasium, leistete von 1943 bis 1945 seinen Wehr- und Arbeitsdienst und geriet am Ende des Zweiten Weltkrieges in Gefangenschaft. Nach dem Krieg holte er 1945 sein Abitur nach und begann im Anschluss das Studium der Rechtswissenschaften an der Universität Basel. 1950 bestand er sein erstes Staatsexamen, 1953 folgte das zweite Staatsexamen. Hugenschmidt begann als Anwalt in Lörrach und wechselte in den Staatsdienst beim Landratsamt des Landkreises Emmendingen. 1956 wurde er in das Verwaltungsgericht Freiburg im Breisgau berufen und 1959 zum Zweiten Bürgermeister von Lörrach gewählt.

### Oberbürgermeister von Lörrach
Ein Jahr später, am 13. November 1960, wurde Hugenschmidt nach dem Tod von Arend Braye Oberbürgermeister der Stadt und mit 35 Jahren der Jüngste im Land Baden-Württemberg in diesem Amt. Er konnte mit 57,7 % im ersten Wahlgang die meisten Stimmen auf sich vereinen.
Während seiner Amtszeit wurden mehrere Schulen neu gebaut bzw. bestehende vergrößert, wie das Hans-Thoma-Gymnasium. In seine Amtszeit fiel auch der Aufbau des Museums am Burghof in den 1960er Jahren, die Erschließung des Neubaugebietes Salzert sowie die Eingemeindungen von Brombach, Hauingen und Haagen sowie der Neubau des Rathaus-Hochhauses und der Umzug der Stadtverwaltung dorthin. Hugenschmidt gründete die Gemeindepartnerschaft mit der französischen Stadt Sens und machte sich für die deutsch-französische Aussöhnung stark. So wurde am 10. September 1966 mit Gaston Perrot, dem damaligen Bürgermeister der Stadt Sens, der Partnerschaftsvertrag unterschrieben. Ebenfalls in seine Amtszeit fiel der Bau des Grüttpark-Stadion in den Jahren 1964 bis 1966. Ein Großprojekt, welches Hugenschmidt, begleitete und zu dessen Gunsten er den Neubau der Stadthalle zurückstellte, war die Landesgartenschau 1983, welche im Grüttpark stattfand. Im Zuge der Gartenschau entstand nicht nur das Naherholungsgebiet, sondern auch die Sicherung der Trinkwasserförderung für die Gesamtstadt.

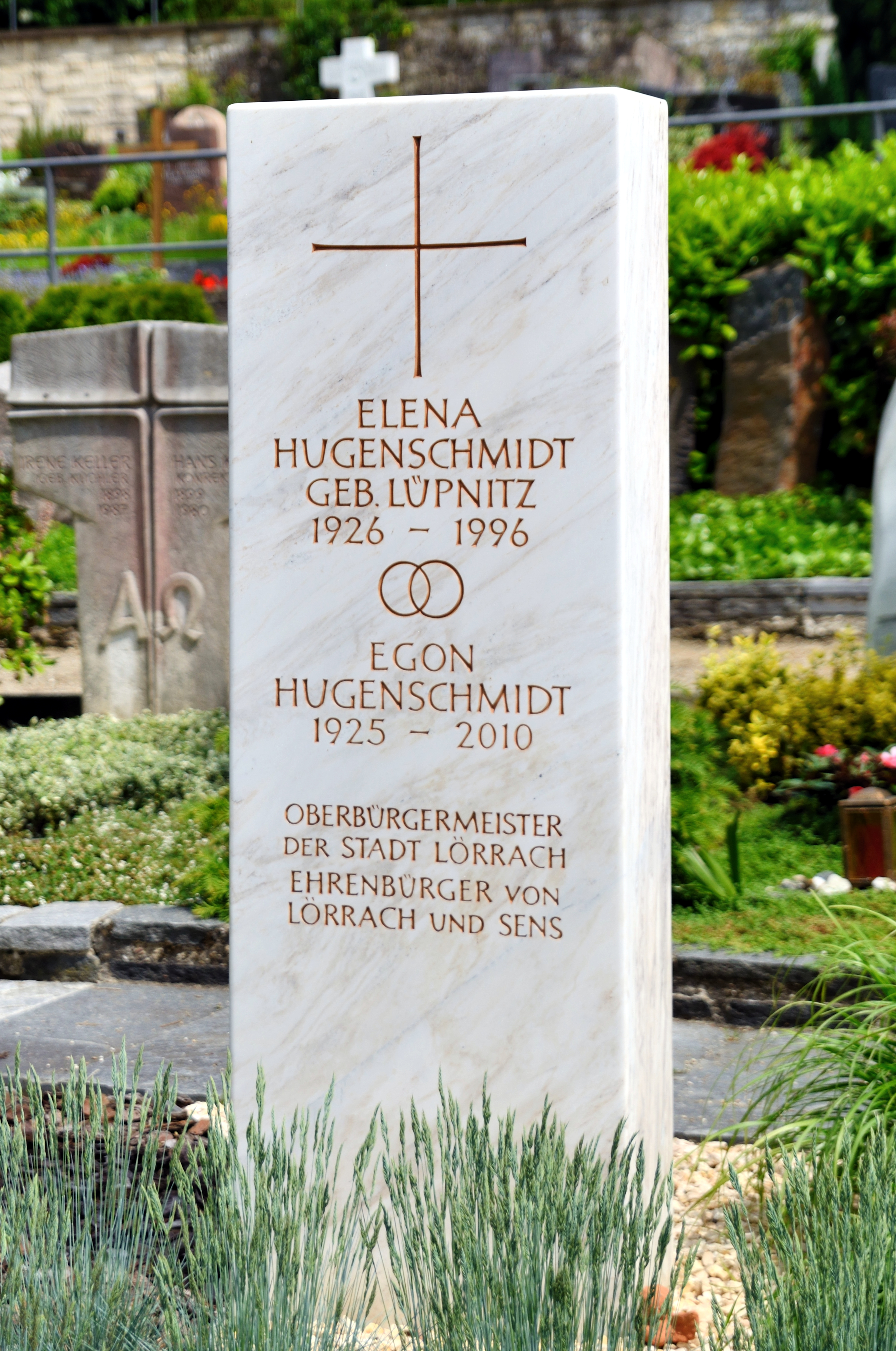
Grabstein Hugenschmidts

Hugenschmidt war neben seiner Tätigkeit als Oberbürgermeister Vorsitzender im Verwaltungsrat der Bezirkssparkasse und Vorsitzender des Aufsichtsrates der Badischen Gas- und Elektrizitätsversorgung Lörrach. 1983 erhielt er das Ehrenbürgerrecht der Stadt Lörrach, im selben Jahr ehrte ihn der Hebelbund Lörrach mit dem „Hebeldank“. Hugenschmidt legte den Grundstein für die Verkehrsberuhigung der Lörracher Innenstadt, indem er wesentliche Teile in eine Fußgängerzone umwandelte. Die ersten Teile waren der Bau des Bahnhofsplatzes und der Einrichtung der Fußgängerzone Turmstraße. Diese Entwicklung führte sein Nachfolger Rainer Offergeld in den 1980er und 1990er Jahren fort.
Egon Hugenschmidt verstarb am 11. April 2010 mit 84 Jahren. Nach einer öffentlichen Trauerfeier in der Fridolinskirche wurde er auf dem Friedhof in Stetten beigesetzt. Hugenschmidt war verheiratet und hatte fünf Kinder.

## Weitere Tätigkeiten und Engagements
- Vorsitzender im Verwaltungsrat der Bezirkssparkasse
- Vorsitzender des Aufsichtsrates der Badischen Gas- und Elektrizitätsversorgung Lörrach
- Ehrenamtliche Tätigkeit im Röttelnbund
- Ehrenamtliche Tätigkeit im Lions Club

## Ehrungen
- 1983: Bundesverdienstkreuzes 1. Klasse der Bundesrepublik Deutschland
- 1983: Ehrenbürgerrecht der Stadt Lörrach
- 1983: Hebeldank
- Ehrenbürgerrecht der Stadt Sens
- Am 12. April 2022 wurde der Platz vor dem Lörracher Rathaus nach Egon Hugenschmidt benannt.[5]